# STS-116

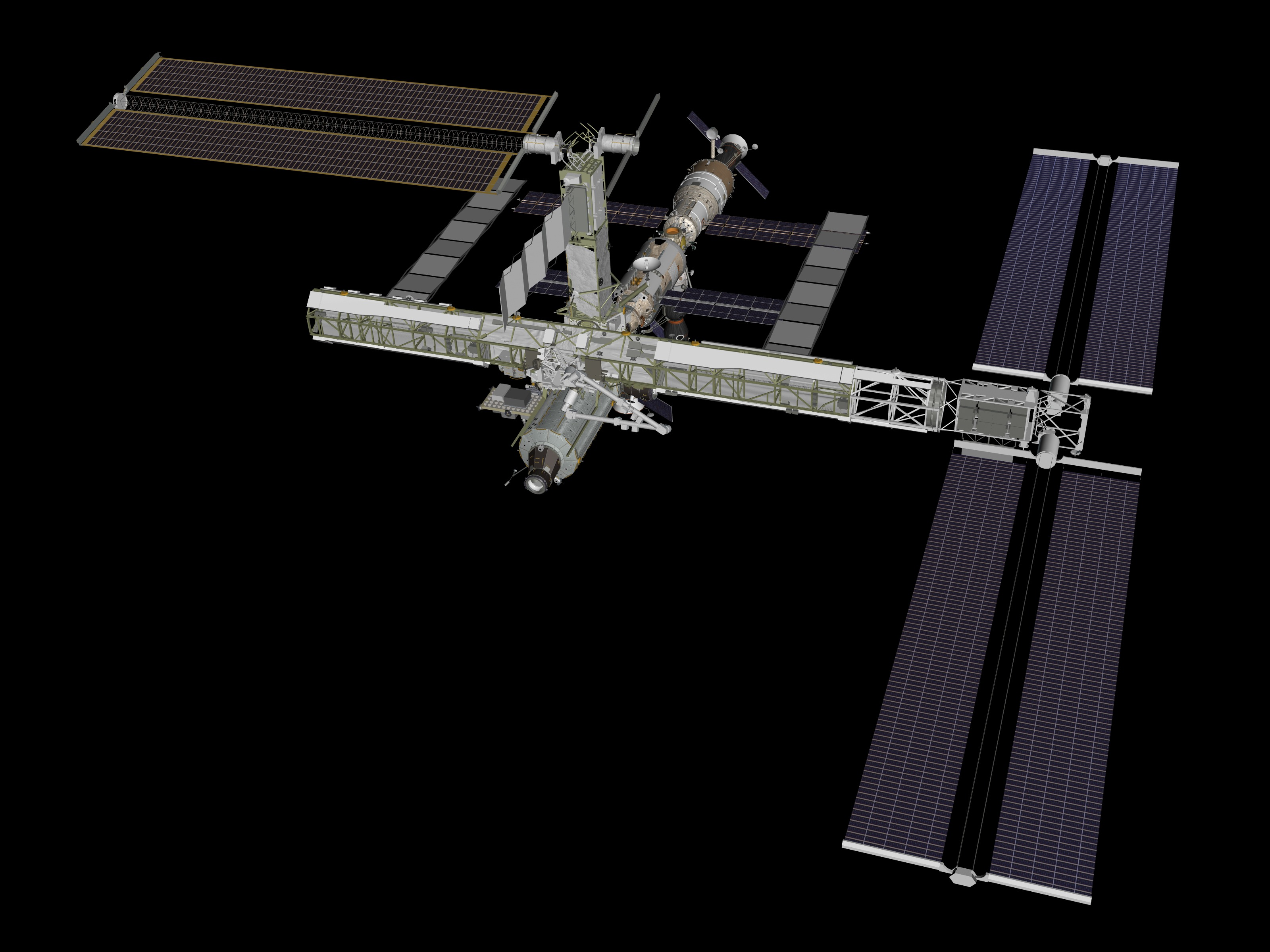
P5トラスが設置されたISS（CG）

STS-116は、日本時間2006年12月10日から12月23日にかけて行われたスペースシャトルのミッションである。主目的は国際宇宙ステーション (ISS) にP5トラスを届けること、ISSの主電源システムを切りかえること、長期滞在クルー1名の交代である。オービタはディスカバリーが使われた。

## 搭乗員
ミッションの主目的の一つはISS第14次長期滞在要員1名の交代である。ISSフライトエンジニアのスニータ・ウィリアムズは、ISSフライトエンジニアのトーマス・ライターと交替し、ライターがSTS-116のクルーとなり、地球に帰還する。
- マーク・ポランスキー (2) - 船長 - NASA
- ウィリアム・オーフェリン (1) - 操縦士 - NASA
- ロバート・カービーム（英語版） (3) - ミッションスペシャリスト (MS) - NASA
- ジョアン・ヒギンボサム (1) - MS - NASA
- ニコラス・パトリック (1) - MS - NASA
- クリスター・フューゲルサング (1) - MS - ESA スウェーデン

### 打ち上げられる長期滞在員
- スニータ・ウィリアムズ (1) - ISSフライトエンジニア - NASA

### 帰還する長期滞在員
- トーマス・ライター (2) - ISSフライトエンジニア - ESA ドイツ

括弧内の数字は今回も含めた宇宙飛行の回数である。

## ミッション・ハイライト
- ISSにP5トラスを運び、設置する。
- 第14次長期滞在クルーであるスニータ・ウィリアムズを運び、STS-121ミッションで運ばれたトーマス・ライターを回収する。
- クリスター・フューゲルサングはスウェーデン初の宇宙飛行士である。またヨーロッパの宇宙飛行士が同時に宇宙飛行をするのも珍しい出来事となる。
- SPHERES実験で使う3つのテストベッドのうち3番目が運び込まれる。
- ISSの電気系統がSTS-115によって設置されたP3/P4太陽電池アレイに切りかえられる。
- STS-115で運ばれたP4アレイが太陽を追尾して回転するための空間を確保するため、STS-97で取り付けられたP6ソーラーアレイの半分(左舷側)を折りたたむ。
- STS-116は39B発射台を使う最後のSTSミッションになる。発射台はアレスIの打ち上げ用に改修される。

## ペイロード
主ペイロードはP5トラスである。このほか、与圧貨物運搬用のスペースハブモジュールを搭載する。また、曝露機器を搭載するためのICC上に、ズヴェズダのデブリ保護パネルを搭載する他、海軍研究所のANDE技術試験衛星、3つのキューブサット（海軍兵学校のRAFT1とMarsCOM、DARPAのMEPSI-2）が飛行途上で放出される。衛星を運ぶのはコロンビア号の事故以来はじめてである。

## ミッションの背景
STS-116は2006年の12月14日に打ち上げられる計画だった。9月に、NASAは労働者がクリスマス休暇を取れるように、打ち上げを12月7日に前倒しすると告知した。新しい日程では、打ち上げは夜間に行う必要がある。コロンビア号の事故以来、破片の落下を光学カメラで監視できるよう、NASAはシャトルの打ち上げを日中に限っていた。しかし外部燃料タンクから剥離して落下する断熱フォームの破片が小さくなるよう設計変更されたことと、軌道上での耐熱パネルとタイルの点検手順が確立されたことで、日中に打ち上げるべしと言う規制が緩和された。
10月31日、オービタがシャトル組立棟（VAB）に到着した。11月1日、オービタが垂直に立てられてHigh Bay 3に移動され、外部燃料タンクと固体ロケットブースターが取り付けられた。11月9日に発射台への移動が完了した。
もし打ち上げが12月18日までに行われない場合、NASAは打ち上げを年明けまで延期することも考えていた。当初、シャトルのコンピューターは軌道上で年を越すことを想定した設計がなされておらず、2007年1月1日を2006年の366日目と判断する恐れがあったためである（その後、ソフトウエアの改修によりほぼ問題は解決）
。
スペースハブとP5トラスを含む積荷はペイロードキャニスターに収められ、11月16日にシャトルのペイロードベイに搭載された。

## 経過
NASAの発表する資料の日時は主に東部標準時が用いられるが、この項目では特に断らない限り協定世界時を用いる。なお日本標準時は協定世界時より9時間すすんでいる。
当初12月8日に予定されていた打ち上げは上空の雲のため延期となり、12月10日01:47打ち上げられた。
途中、搭乗員の睡眠時間をはさみ11日22:12に東南アジア350km上空で国際宇宙ステーションとドッキング。
P6トラスの左舷側太陽電池アレイの収納に手間取り、船外活動を1回追加(EVA 4)して収納作業を実施したため、ミッションは1日延長された。
悪天候のため、帰還を1周回延長した後、日本時間12月23日午前7時32分にケネディ宇宙センター(KSC)へ帰還した。
帰還直前まで、KSCと代替着陸地のエドワーズ空軍基地の悪天候により、ホワイトサンズのノースロップ滑走路へ着陸する可能性が非常に高くなっていた。ホワイトサンズは1982年3月に1度だけ着陸しただけであったため、もしここに着陸していれば、KSCへの空輸のために1ヶ月半から2ヶ月は余分な時間がかかるところであった。

## 事故対策プラン
詳しくはen:STS-3xx

### STS-301
STS-301はアトランティス号によるミッションSTS-115のレスキュー用として用意されたミッションで、STS-116用の機体とクルーを使うことになっていた。クルーはSTS-116に参加する飛行士のうち4人である。
- マーク・ポランスキー - 船長。ロボットアーム（RMS）操作主任
- ウィリアム・オーフェリン - 操縦士。予備のRMSオペレータ
- ロバート・カービーム - ミッションスペシャリストその1。
- ニコラス・パトリック - ミッションスペシャリストその2。

### STS-317
STS-116ミッションの最中にディスカバリーが回復不能な損傷を受けた場合、搭乗員はISSに避難し、救出ミッションを待つ。ミッションナンバーはSTS-317であり、使用されるオービタはアトランティスである。打ち上げは2007年2月21日以降を設定していた。クルーはSTS-117の搭乗員から選ばれる。

## ミッション・パラメーター
- 質量: TBD
- 近地点: TBD
- 遠地点: TBD
- 軌道傾斜角: 51.6° (planned)
- 公転周期: 1:31'36"